# くちびるの神話
『くちびるの神話』（くちびるのしんわ）は、ビビアン・スーの日本でのデビューシングル。1995年10月25日にEMIミュージック・ジャパンから8センチCD（規格品番：TODT-3557）形式でリリースされた。

## 解説
- テレビアニメ『バーチャファイター』初代エンディングテーマ。
- エースコック「ラーメンの鉄人」CMソング
- 初回特典：オリジナル・ステッカー封入

## 収録曲
1. くちびるの神話 [4:53]
  - 作詞：友井久美子 / 作曲：松本俊明 / 編曲：福岡ユタカ
  - テレビ東京系アニメ『バーチャファイター』エンディングテーマ
  - エースコック「ラーメンの鉄人」CMソング
  - アルバム「天使・想（Xiang）」、「天使・想（シァン）New Edition」に収録。
2. 一千一秒の秘密 [4:26]
  - 作詞：友井久美子 / 作曲：中西圭三 / 編曲：福岡ユタカ
  - アルバム「天使・想（Xiang）」、「天使・想（シァン）New Edition」に収録。
3. くちびるの神話（オリジナル・カラオケ） [4:52]
4. 一千一秒の秘密（オリジナル・カラオケ） [4:23]